# Orthobula aethiopica
Espèce
Orthobula aethiopica est une espèce d'araignées aranéomorphes de la famille des Trachelidae.

## Distribution
Cette espèce est endémique d'Éthiopie. Elle se rencontre dans les régions d'Oromia et d'Amhara.

## Description
La femelle holotype mesure 1,95 mm et le mâle paratype 1,72 mm.

## Systématique et taxinomie
Cette espèce a été décrite par Haddad, Jin et Platnick en 2022.

## Étymologie
Son nom d'espèce lui a été donné en référence au lieu de sa découverte, l'Éthiopie.

## Publication originale
- Haddad, Jin & Platnick, 2022 : « A revision of the spider genus Orthobula Simon, 1897 (Araneae: Trachelidae) in the Afrotropical Region. I. Continental species. » Zootaxa, no 5133(3), p. 355-382.